# Parafia Przemienienia Pańskiego w Ninilchik
Parafia Przemienienia Pańskiego – parafia prawosławna w Ninilchik. Jedna z dziewięciu parafii tworzących dekanat Kenai diecezji Alaski Kościoła Prawosławnego w Ameryce. Powstała w 1846 dzięki działalności świeckiego misjonarza rosyjskiego Grigorija Kwasnikowa. Od 1901 posiada wolno stojącą cerkiew.